# Borgebotnen
Der Borgebotnen ist ein Kar im ostantarktischen Königin-Maud-Land.
Das Kar liegt im Süden der Kottasberge (norwegisch Milorgfjella nach der Widerstandsorganisation Milorg), des nordöstlichen Teils der Heimefrontfjella, und ist nach dem Anwalt und Widerstandskämpfer Ole Borge (1916–1995) benannt.
In seiner nördlichen Eiswand liegt der Felsen Hasselknippenova. 